# Habacuc (nombre)
Habacuc  es un nombre propio masculino en su variante en español. Procede del hebreo (חֲבַקּוּק de jabaq abrazar) y su significado es inseguro, bien podría significar «abrazar» o designar el nombre de una planta de jardín (nombre asirio de la planta, hambakuku). 

## Origen
Habacuc  es el nombre de un personaje y un libro bíblicos del Antiguo Testamento:
- Habacuc Profeta de Judá, perteneciente a la tribu de Leví. (Salmo 3 y 5)

## Equivalencias en otros idiomas
| Variantes en otras lenguas | Variantes en otras lenguas |
| -------------------------- | -------------------------- |
| Español                    | Habacuc                    |
| Alemán                     | Habakuk                    |
| Catalán                    | Habacuc                    |
| Checo                      | Abakuk                     |
| Francés                    | Habacuc                    |
| Hebreo                     | חבקוק                      |
| Holandés                   | Habakkuk                   |
| Inglés                     | Habakkuk                   |
| Italiano                   | Abacuc                     |
| Lituano                    | Abacuc                     |
| Polaco                     | Habakuk                    |
| Portugués                  | Habacuque                  |
| Ruso                       | Аввакум                    |

## Santoral
La celebración del santo de Habacuc se corresponde con el día 2 de diciembre.